# Ducado de Arjona

Brasão dos Duques de Arjona

O Ducado de Arjona é um título nobiliárquico espanhol, originário do reino de Castela e Leão, concedido em 1423 na qualidade de título vitalicio pelo rei João II de Castela a seu primo Fadrique Enríquez de Castilla y Castro, que adotou o nome de Fadrique de Arjona, estabelecendo sua casa nobiliária em Valladolid e Zamora. Seu nome faz referência ao município andaluz de Arjona, na província de Jaén.
O ducado de Arjona foi confiscado do primeiro duque pouco antes de sua morte por sua rebeldia, revertendo na Coroa. Em 1430 voltou a ser concedido pelo mesmo rei a Frederico de Aragão e de novo, confiscado. 
Em 1902 o ducado foi reabilitado com caráter hereditário por Alfonso XIII a favor de Jacobo Fitz-James Stuart y Falcó, 17.º duque de Alba, descendente de Beatriz Henriques de Castela, irmã do primeiro duque de Arjona e herdeira de seus estados, que casou em segundas núpcias com Pedro Álvarez Osorio, primeiro conde de Lemos. Jacobo transmitiu o título de duque de Arjona a sua filha, Cayetana Fitz-James Stuart, duquesa de Alba, que em 26 de abril de 2013 o cede a seu filho Cayetano Martínez de Irujo.
O duque de Alba aproveitou sua amizade com o monarca para reabilitar o título e assim pretender ostentar o ducado mais antigo de Castela, honra que realmente tem o ducado de Medina Sidonia.

## Duques de Arjona
- Frederico Henriques de Castela e Castro;
- Frederico de Aragão;
- Jacobo Fitz-James Stuart y Falcó;
- Cayetana Fitz-James Stuart;
- Cayetano Martínez de Irujo.